# 小金井市文化財センター

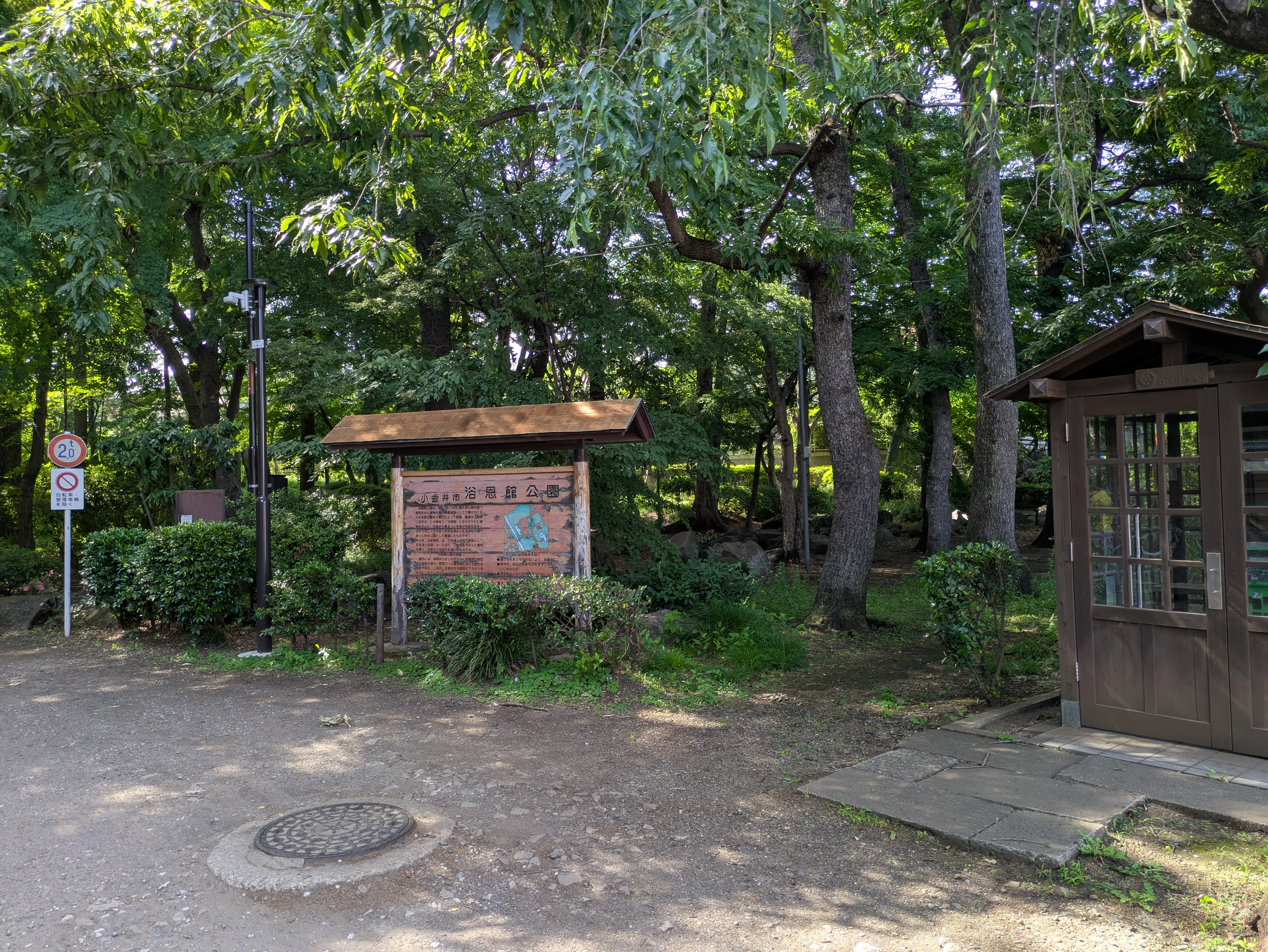
浴恩館公園 入口

小金井市文化財センター（こがねいしぶんかざいせんたー）は、小金井市内の考古資料・古文書・民具をもとに、小金井市のあゆみや生活について展示する博物館施設である。小金井市緑町三丁目に位置する浴恩館公園内に所在する。

## 概要
財団法人日本青年館が、京都御所で行われた昭和天皇即位大嘗祭の神職の更衣所を譲り受け、1928年（昭和3年）に別館として開設した浴恩館の建物を改修して利用している。
展示室は、1.原始・古代・中世コーナー、2.近世コーナー、3.近代・現代コーナー、4.暮らしと仕事コーナー、5.浴恩館と湖人コーナーから構成される。市内から出土した考古資料、収集・寄贈された歴史・民俗・生活資料が展示されているほか、浴恩館の南寮も公開されている。

## 所在地・アクセス
東京都小金井市緑町3-2-27（浴恩館公園内）
- JR中央線東小金井駅からバス5分、またはJR中央線武蔵小金井駅からバス14分
  - CoCoバス北東部循環小金井公園入口停留所下車、徒歩5分